# Kamenica (gmina Aleksinac)
Kamenica (cyr. Каменица) – wieś w Serbii, w okręgu niszawskim, w gminie Aleksinac. W 2011 roku liczyła 70 mieszkańców.